# Arriate
Arriate é um município da Espanha na província de Málaga, comunidade autónoma da Andaluzia, de área 8,38 km² com população de 3716 habitantes (2004) e densidade populacional de 443,44 hab/km².

## Demografia
| Variação demográfica do município entre 1991 e 2004 | Variação demográfica do município entre 1991 e 2004 | Variação demográfica do município entre 1991 e 2004 | Variação demográfica do município entre 1991 e 2004 |
| --------------------------------------------------- | --------------------------------------------------- | --------------------------------------------------- | --------------------------------------------------- |
| 1991                                                | 1996                                                | 2001                                                | 2004                                                |
| 3301                                                | 3430                                                | 3543                                                | 3716                                                |